# Sömnlöshet
Sömnlöshet är en tillfällig eller mer varaktig oförmåga att sova och används allmänt för att beskriva upplevelsen av icke-kvalitativ sömn i form av lång insomningstid, orolig sömn med längre eller kortare uppvaknanden under natten, ett alltför tidigt uppvaknande eller annan icke utvilande sömn. Den medicinska termen för sömnlöshet är insomni (insomnia), medan det specifika syndrom som utmärks av sömnlöshet utan att vara en direkt följd av annan problematik (såsom underliggande egentlig sjukdom eller substansbruk) kallas för primär insomni.

## Orsaker
Sömnlöshet har oftast inte bara en orsak, utan är orsakad av en serie av problem. I de flesta fall är stress och/eller för lite motion de största och vanligaste faktorerna. Även andra faktorer såsom oro, tinnitus, personliga kriser och dödsfall kan bidra.
Arbetsmiljön spelar också roll. Personer som har höga arbetskrav, psykiskt ansträngande arbete eller som utsätts för mobbning på arbetsplatsen, har fler sömnstörningar än andra. Även de som har en situation där belöningen (exempelvis lönen eller omgivningens uppskattning) är låg eller inte står i proportion till ansträngningen, har fler sömnstörningar. Var och en av dessa faktorer har samband med sömnstörning. Personer som arbetar skift har fler sömnstörningar. Sambandet mellan skift och sömnstörningar visar sig även i minskad förekomst av sömnstörningar för dem som slutar arbeta skift.
Forskaren Alexander Borbely myntade under 1980-talets början begreppet två-processmodellen, som han använde som förklaringsmodell för insomni. Modellen bygger på att kroppens inbyggda dygnsrytm i kombination med kroppens sömn-vakenhetshomeostas underlättar eller försvårar för oss att sova. 
Kroppen är biologiskt förberedd att sova under natten, då bland annat sömnhormonet melatonin frigörs. Den är även anpassad efter att vara vaken och aktiv under dagen (den inbyggda dygnsrytmen). Kroppen behöver även vara vaken tillräckligt länge för att bygga upp ett sömntryck stort nog för att leda till sömn (sömn-vakenhetshomeostasen). Brister i detta systems samspel leder till sömnstörningar
Studier av sömn genom polysomnografi har visat att människor med sömnstörningar har förhöjda nivåer av kortisol och adrenokortikotropt hormon i blodet under natten. De har också en ökad ämnesomsättning, vilket inte observeras hos personer utan sömnlöshet men vars sömn medvetet störs under studier. Studier av hjärnans ämnesomsättning med hjälp av positronemissionstomografi (PET) visar att personer med sömnlöshet har en ökad ämnesomsättning både under natten och dagen. Det är fortfarande oklart om dessa förändringar är orsaker eller effekter av långvarig sömnlöshet.

### Orsakat av substanspåverkan
Vissa människor upplever sömnstörningar eller ångest om de konsumerar koffein. Även en dos på 100 mg per dag, till exempel en kopp kaffe med en volym på 170 g eller två till tre portioner koffeinhaltig läsk med en volym på 340 g, kan orsaka sömnstörningar och andra biverkningar. De som konsumerar koffein oregelbundet har den lägsta toleransen för koffein när det gäller sömnstörningar.

### Genetik
Uppskattningar av ärftlighet för sömnlöshet varierar från 38 % hos män till 59 % hos kvinnor. En helgenomassociationsstudie (GWAS) identifierade 3 genomiska loci och 7 gener som påverkar risken för att utveckla sömnlöshet och visade att sömnlöshet är en polygen sjukdom. I synnerhet observerades en stark positiv association för genen MEIS1 hos både män och kvinnor. Denna studie visade att den genetiska strukturen för sömnlöshet till stor del liknar psykiska störningar och metaboliska egenskaper. Det har föreslagits att epigenetik också kan påverka sömnlöshet genom en kontrollerande process som reglerar både sömn och hjärnans svar på stress, samt påverkar hjärnans plasticitet.

## Förekomst
En amerikansk undersökning visar att mellan 10 och 15 procent av den vuxna befolkningen lider av kronisk insomni och att ytterligare 25 till 35 procent lider av tillfällig insomni.
Diagnoskriterierna för sömnlöshet uppfylls i Sverige av cirka 11 % av befolkningen.
Bland äldre människor är sömnproblem extra vanliga.

## Diagnostik
Primär insomni hör till gruppen beteendestörningar förenade med fysiologiska rubbningar i ICD-10 (F50-59). Till sömnstörningar hör även diagnoserna primär hypersomni, som innebär att man är överdrivet sömnig, narkolepsi som karaktäriseras av hastigt, okontrollerbart insomnande, andningsrelaterad sömnstörning, störd dygnsrytm och "dyssomni utan närmare specifikation". Utöver dessa finns de så kallade parasomnierna, som innefattar mardrömmar, nattskräck och sömngång.

## Behandling
Insomni kan behandlas med olika beteendeterapeutiska tekniker, varav den med bäst vetenskaplig stöd är kognitiv beteendeterapi (KBT), där speciellt utvecklade terapeutiska tekniker har utvecklats med bevisad effekt på både insomningstid och sömnkvalitet. Insomni kan också behandlas, under kortare tid, med läkemedel, specifikt sömnmedel, med risk för biverkningar och utvecklande av beroende.